# Sitticus rivalis
Sitticus rivalis là một loài nhện trong họ Salticidae.
Loài này thuộc chi Sitticus. Sitticus rivalis được Eugène Simon miêu tả năm 1937.